# Cruzador blindado

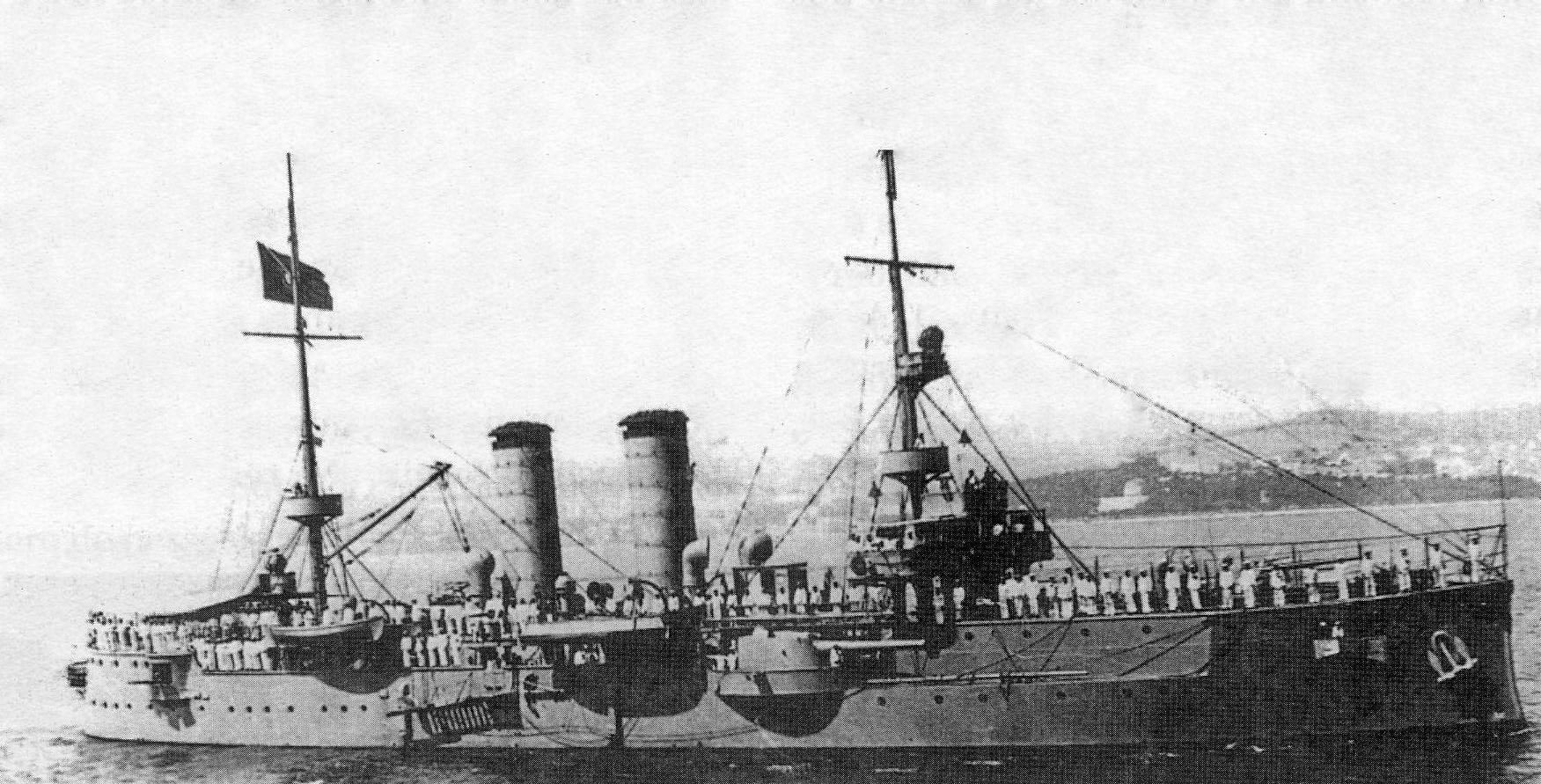
Cruzador couraçado português Vasco da Gama

O cruzador blindado ou cruzador couraçado é um tipo de cruzador, um navio de guerra. É protegido por uma cinta lateral blindada, além do convés blindado e casamatas carvoeiras protegidas. Os cruzadores blindados foram os principais combatentes de duas batalhas navais - a Batalha de Ulsan na Guerra Russo-Japonesa, e a Batalha de Coronel na I Guerra Mundial - e desempenharam importantes papéis de apoio em outras batalhas da época.

## História
O cruzador blindado foi desenvolvido na década de 1870 como uma tentativa de combinar as virtudes do navio de guerra blindado e os cruzadores rápidos e de longo alcance, mas sem armadura, da época. Tal navio era desejável para proteger o comércio exterior e, especialmente para os franceses e britânicos, para policiar seus vastos impérios estrangeiros. A preocupação nos círculos navais mais elevados era que, sem navios que pudessem atender a esses requisitos e incorporar novas tecnologias, sua frota se tornaria obsoleta e ineficaz se surgisse uma guerra no mar.
O desenvolvimento do projétil explosivo em meados da década de 1880 tornou o uso de navios blindados inevitável, apesar do custo e peso. Os cruzadores blindados começaram a surgir nas maiores marinhas ocidentais por volta de 1873 e o tipo continuou a ser construído até 1908. Por esta época, foram rapidamente superados pelos novos navios de guerra "totalmente armados de grandes canhões" do tipo-dreadnought, mais especificamente, pelos cruzadores de batalha, que sairiam-se melhor em todos os aspectos, e a partir de então sucederam os cruzadores blindados.